# بن رابابورت
بِن رابابورت (بالإنجليزية: Bennett Eli Rappaport)‏ هو ممثل أمريكي، ولد في 23 مارس 1986 بنيويورك في الولايات المتحدة.

## أعمال

### مسلسلات
- أصغر سنا
- السيد روبوت
- ذا غود وايف
- للشعب

## وصلات خارجية
- بن رابابورت على موقع IMDb (الإنجليزية)
- بن رابابورت على موقع ميوزك برينز (الإنجليزية)
- بن رابابورت على موقع قاعدة بيانات برودواي على الإنترنت (الإنجليزية)
- بن رابابورت على موقع قاعدة بيانات الفيلم (الإنجليزية)